# Енгелхард VII фон Вайнсберг
Енгелхард VII фон Вайнсберг (на немски: Engelhard VII von Weinsberg; * пр. 1323; † 1377 или 20 декември 1391) е граф на Вайнсберг.
Той е син на граф Конрад IV фон Вайнсберг († 1328) и съпругата му Агнес фон Хоенлое-Браунек-Браунек († 1350), дъщеря на Готфрид фон Хоенлое-Браунек-Браунек († 1312) и Елизабет фон Кирбург († 1305).

## Фамилия
Енгелхард VII се жени за Хедвиг фон Ербах-Ербах († сл. 1345), дъщеря на Конрад IV (III), Шенк фон Ербах († 1363) и Ида фон Щайнах († сл. 1365). Те имат децата:
- Енгелхард VIII († 1417), женен 1367 г. за графиня Анна фон Лайнинген-Хартенбург († 1413/1415)
- Конрад Стари († 1396), архиепископ и курфюрст на Майнц
- Конрад Млади († 1388), капитулар във Вюрцбург
- Ида/Ита († сл. 1398), омъжена 1359 г. за Конрад II Шенк фон Лимпург († 1376)
- Хедвиг († сл. 1381), монахиня в Лихтенщерн
- Агнес († сл. 1412), омъжена ок. 1360 г. за Хаупт I фон Папенхайм († 1409)